# Iturup
Iturup (rusky Итуруп; ainsky: エトゥオロプシリ, Etuworop-sir; japonsky: 択捉島, Etorofu-tó) je největší ostrov a jeden z nejjižnějších ostrovů v Kurilách. Ostrov patří do Sachalinské oblasti na východě Ruské federace.
Iturup je blízko jižního konce Kurilského řetězce ostrovů, mezi Kunaširem (19 km na jihozápad) a Urupem (37 km na severovýchod). Největší město je Kurilsk, má 2 200 obyvatel (2002) a je správním sídlem Kurilského okrsku, leží zhruba v polovině na západním pobřeží ostrova.
- Plocha –  6,7 tis. km²[1]
- Délka – 200 km
- Šířka – 7 až 27 km

## Geografie
Iturup je tvořen sopečnými horninami. Na Iturupu je dvanáct sopek, které se táhnou po celé délce ostrova, nejvyšší jsou Čirippudate (Čiriporupuri, 1 587 m), Berutarube (1 220 m) a poblíž leží menší Atsonupuri (1 206 m), obě poslední jsou při jižním konci. Na ostrově je několik větších jezer sopečného původu. Břehy ostrova jsou vysoké a příkré. Ostrov pokrývají smrky, modříny, borovice, jedle a smíšený les s olší, liánami a bambusovým podrostem. Hory jsou kryty zákrsky bříz, borovic zakrslých (Pinus pumila) a porostem bylin. Místy jsou jen holé, obnažené skály. Na ostrově jsou velké zásoby rhenia.
Na ostrově je jeden z největších ruských vodopádů - Ilja Muromec.

## Historie

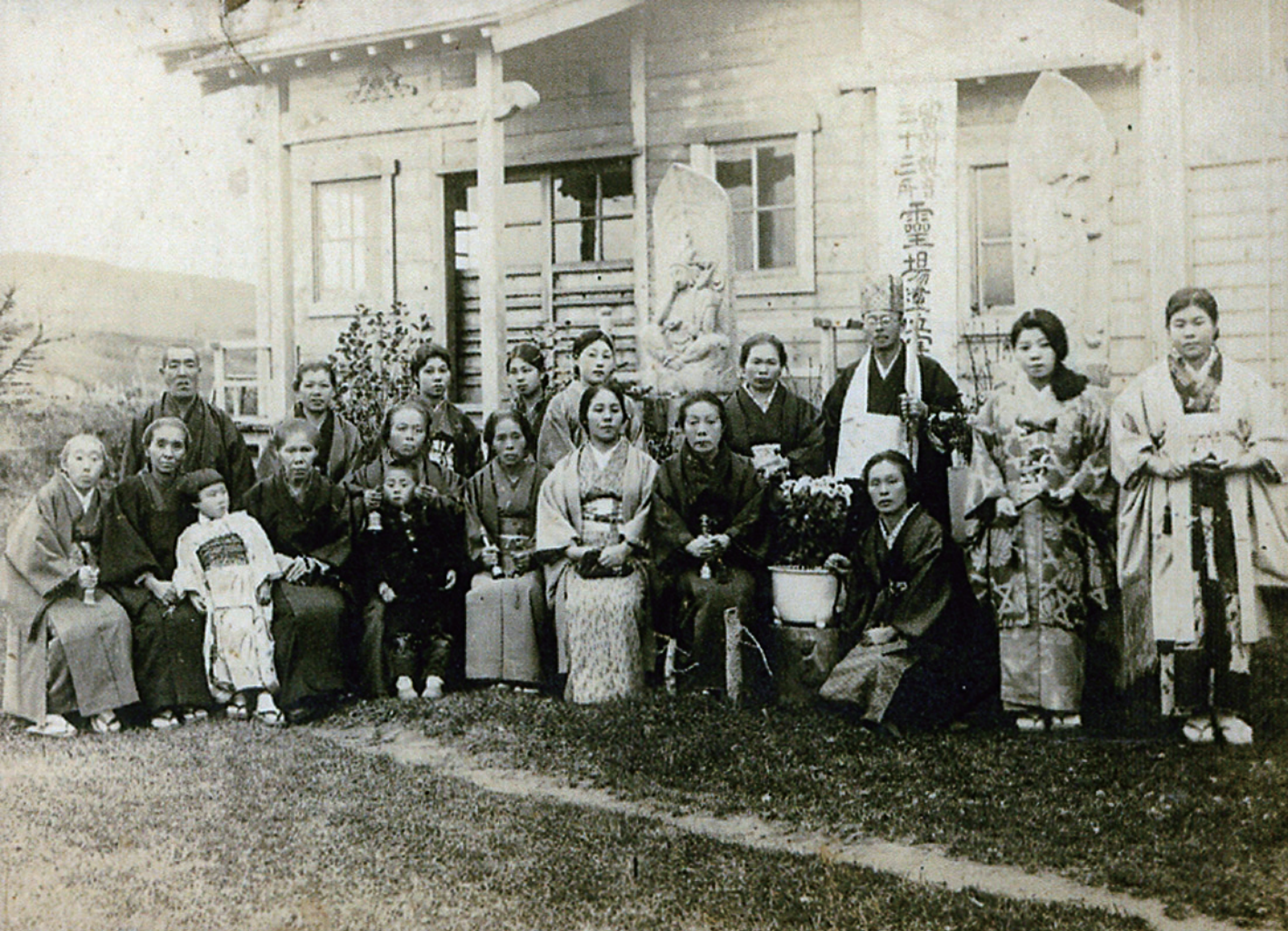
Japonští obyvatelé Iturupu, buddhistický chrám (před rokem 1939)

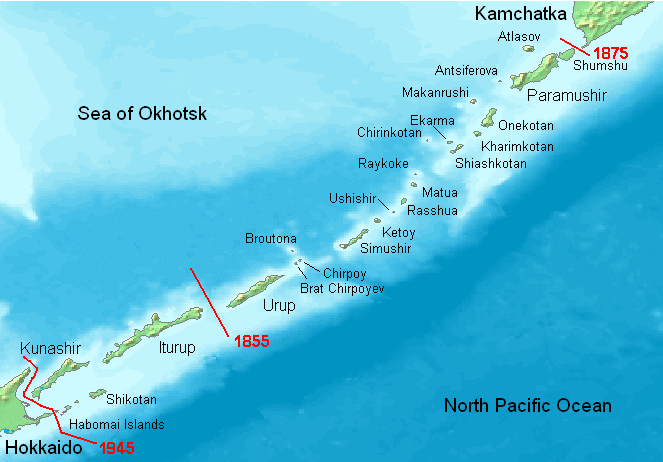
Kurilské ostrovy a Iturup

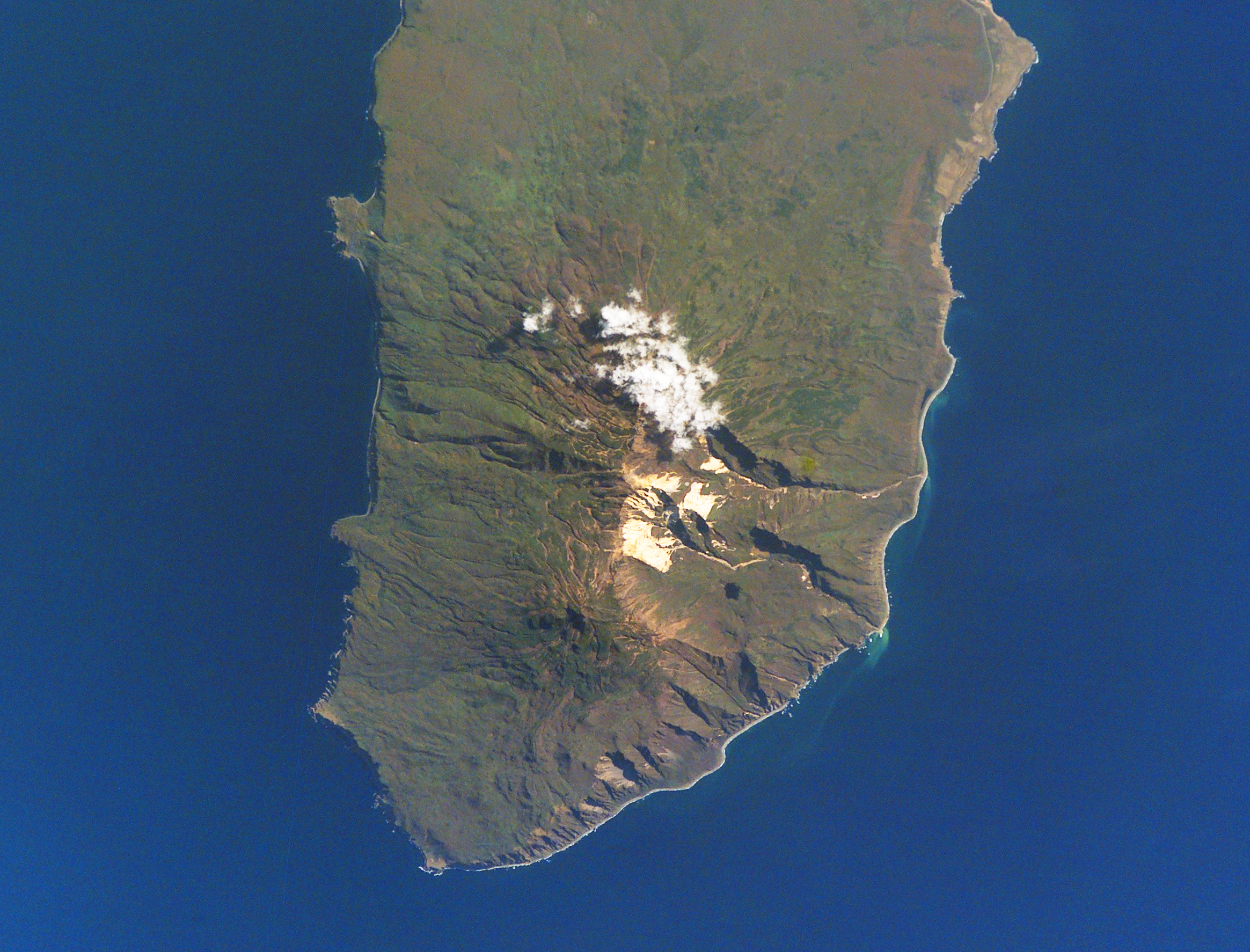
Jižní cíp ostrova Iturup se sopkou Berutarube

Iturup byl původně obydlen Ainy, ale později byl osídlen ruskými osadníky a zabrán Japonci. V roce 1855 byl postoupen Japonsku smlouvou ze Šimody. Na konci roku 1941 z Hitokappské zátoky (japonsky: 単冠湾, Hitokappu-wan) na ostrově vyplula japonská flotila k útoku na Pearl Harbor. Od roku 1945 byl Etorofu obsazen Sovětským svazem, který ostrovy získal na základě spojenecké dohody z Jalty a smlouvy z Postupimi. I když v roce 1956 obě země obnovily diplomatické styky, nebyly ostrovy Japonsku navráceny.

## Současnost
Dne 26. července 2021 Iturup navštívil ruský premiér Michail Mišustin, který navrhl zřídit na Kurilských ostrovech zvláštní ekonomickou zónu bez cel a s omezenými daněmi. Proti cestě protestovalo Japonsko, kterému se nelíbil vstup ruského premiéra na japonské území. Japonsko si předvolalo ruského velvyslance v Tokiu a předložilo mu protest proti návštěvě. Moskva se uchýlila k podobnému kroku a předvolala si japonského velvyslance v Moskvě, aby mu oznámila, že japonský protest odmítá.
V prosinci 2021 byla na ostrově u řeky Pionýr otevřen nový průmyslový závod na reprodukci lososů, kde je inkubováno 26 milionů lososích vajec. Na začátku roku 2022 byla na Iturupu v osadě Rejdovo spuštěna solární elektrárna, první svého druhu v celé Sachalinské oblasti.
V červenci 2022 bylo rozhodnuto o zřízení přímého leteckého spojení s Vladivostokem.